# Belagerung von Glogau
Die Belagerung von Glogau fand am Ende des Zweiten Weltkrieges durch die Rote Armee statt. Die Belagerung der zur Festung erklärten schlesischen Stadt Glogau begann am 11. Februar 1945 und endete am 1. April 1945 mit ihrer Eroberung.

## Ausbau zur Festung
Das im 18. Jahrhundert befestigte Glogau war bis 1913 vollständig entfestigt worden. Gegen Ende 1944 wurde die Stadt Glogau angesichts der erfolgreichen sowjetischen Sommeroffensive von 1944 wiederum zur Festung erklärt. Ihr äußerer Verteidigungsgürtel aus Feldstellungen und Panzergräben bezog die städtischen Kasernengebäude der Lüttich-, Hindenburg- und Brückenkopfkaserne als Verteidigungsschwerpunkte mit ein. Im Stadtzentrum verlief weitgehend entlang der historischen Festungsanlagen ein innerer Verteidigungsring, mit unterirdischen Verbindungswegen über Kellerdurchbrüche, Barrikaden und Laufgräben. Über moderne, festungsartige Verteidigungsanlagen im eigentlichen Sinne verfügte die „Festung Glogau“ nicht. Alle Verteidigungsanlagen waren lediglich improvisierte, stärker befestigte Feldstellungen, die durch Angehörige des Volkssturms errichtet wurden. Die Festung Glogau umfasste keine schweren Festungswaffen oder Panzerjägerabteilungen.

## Besatzung
Die Besatzung der Festung Glogau bestand aus folgenden Einheiten:
- Pionier-Ersatz- und Ausbildungsbataillon 213
- Angehörige eines Reserveoffiziers-Bewerber-Lehrgangs
- Pionierkompanie 61 des Festungspionierstabes 9
- Festungsinfanteriebataillon 1445
- Landesschützenbataillon 1091
- Festungsartillerieabteilung 61
- einige Transport- und Versorgungseinheiten
- fünf Volkssturmbataillone (aus männlichen Einwohnern Glogaus und umgebender Dörfer im Alter von 16 bis 60 Jahre gebildet)

Die Gesamtstärke der Besatzung der Festung Glogau betrug 6000 bis 7000 Soldaten. Von diesen waren aber nur maximal 1500 kriegserfahren. An Artillerie standen lediglich einige Flakgeschütze zur Verfügung. Festungskommandant war zunächst Oberst Schön. Dieser fiel am 12. Februar 1945. Sein Nachfolger wurde Oberst Jonas zu Eulenburg.

## Einschließung
Anfang Februar durchbrachen sowjetische Truppen die deutschen Stellungen längs des Flusses Oder. Die Festung Glogau wurde am 11. Februar 1945 von allen rückwärtigen Verbindungen abgeschnitten. Einen Tag später fiel auch der Brückenkopf an der alten Oder. Die Einschließungsfront verlief nun im Norden entlang der Dominsel, im Osten, Süden und Westen entlang des äußeren Verteidigungsringes von der Schiffswerft Zarkau über die Lüttichkaserne, das Stadion, die Promenade, die Hindenburgkaserne und dem Bahnhofsgelände bis zum Fluss Oder. Die Belagerer waren in einer strategisch günstigen Position. Durch die Eroberung der strategisch wichtigen Bismarckhöhe zu Anfang der Belagerung erlangten die sowjetischen Truppen tiefen Einblick in das gesamte Festungsgebiet. Um die Stadt möglichst schnell einzunehmen, um Truppen für die Schlacht um Berlin freizubekommen, begannen die sowjetischen Truppen mit Artillerieschlägen und Luftangriffen, welche die Stadt weitgehend zerstörten.

## Eroberung
Am 31. März 1945 drangen sowjetische Einheiten in die Stadt ein. Es kam zu schweren Häuserkämpfen. Zum Schluss wurden noch das Kreishaus und andere kleine Stützpunkte in der Innenstadt verteidigt. Die Stadt war nun in einen östlichen und einen westlichen Verteidigungsabschnitt geteilt. Eine einheitliche Führung der beiden Bereiche war nicht mehr möglich, da Funk- und Drahtverbindungen unterbrochen waren. Als sowjetische Truppen vor dem Befehlsstand des Festungskommandanten standen, verlautete Eulenburg: „Die Festung ist frei, handle jeder nach eigenem Ermessen. Eulenburg.“ Während daraufhin einzelne Kampfeinheiten kapitulierten, versuchten etwa 800 Mann in drei Gruppen aus der Belagerung auszubrechen. Sie waren nur unzureichend mit Gewehren, wenig Munition und einigen Panzerfäusten ausgestattet. Der Ausbruch gelang zunächst, aber es gelangten nur wenige bis zu den deutschen Linien. Die meisten kamen um, wie Eulenburg selbst, oder gerieten in Kriegsgefangenschaft.

## Folgen
Die Verwundeten wurden nach der deutschen Kapitulation relativ gut behandelt. Besonders zu leiden hatten die Zivilisten, insbesondere die Frauen waren der Willkür der Sieger ausgesetzt, so kam es zu zahlreichen Vergewaltigungen.
Der hohe Zerstörungsgrad Glogaus von rund 90 % erklärt sich, anders als in den meisten ähnlichen Fällen, nicht aus dem Niederbrennen durch sowjetische Soldaten nach der Eroberung, sondern aus den Kampfhandlungen um den befestigten Ort.
Dem Kampf fielen auf deutscher Seite etwa 2500 bis 3000 Soldaten und Zivilisten zum Opfer. Bis Februar 1945 kam es zu Bestattungen auf den zwei Friedhöfen bei Rauschwitz. Später erfolgten Bestattungen auf dem Garnisonfriedhof und beim Amtsgericht. Etwa 200 Soldaten und Zivilisten konnten nur noch nachts in einem Massengrab im Glogauer Schlossgarten begraben werden, da tagsüber wegen des Dauerbeschusses durch die sowjetische Armee ein Aufenthalt im Freien nicht möglich war. Viele mussten einzeln in Vorgärten, Granattrichtern u. ä. verscharrt werden. Auf sowjetischer Seite wurden etwa 3500 Soldaten getötet und im Pionierwäldchen bestattet.

## Nennungen im Wehrmachtbericht
Die Kämpfe um Glogau erwähnte der Wehrmachtbericht vom 28. Januar bis zum 3. April 1945 17 mal. Täglich herausgegeben von der Abteilung für Wehrmachtpropaganda des Oberkommandos der Wehrmacht (OKW) verlas ihn der Großdeutsche Rundfunk und die Tageszeitungen druckten ihn ab. Seine letzte Meldung vom 3. April über die Kämpfe um Glogau lautete: „Die seit dem 12. Februar eingeschlossene Besatzung der Festung Glogau hat unter Führung ihres Kommandanten, Oberst Graf zu Eulenburg, in mehr als sechswöchigen Kämpfen die wichtigen Oderübergänge für den Feind gesperrt und starke Kräfte der Sowjets gebunden. Auf engsten Raum zusammengedrängt, wurden die tapferen Verteidiger nach Verschuß der letzten Munition vom Gegner überwältigt.“